# NGC 2985
NGC 2985 é uma galáxia espiral (Sb) localizada na direcção da constelação de Ursa Major. Possui uma declinação de +72° 16' 43" e uma ascensão recta de 9 horas, 50 minutos e 21,4 segundos.
A galáxia NGC 2985 foi descoberta em 3 de Abril de 1785 por William Herschel.